# Свети Тома (острво)
Свети Тома (буг. Свети Тома) или Змијско острво (буг. Змийски остров) је бугарско острво у Црном мору, 15 километара јужно од бугарског приморског летовалишта Созопол. Има површину од 0,012 квадратних километара и једно је од ретких места у Бугарској где самоникло расту кактуси. Опунција кактуси су донесени из Ботаниче баште у Братислави. Њиховом садњом руководио је чувени бугарски ентомолог и зоолог Иван Буреш по наређењу цара Бориса III 1933. године, а данас је већина острва покривена овим кактусима.
Свети Тома је назив добио по капели Светог Томе која је некад постојала на острву. Змијско острво је алтернативно име које се односи на речну змију које га насељавају, хранећи се рибом. Острво је део резервата природе Ропотамо.